# 29e dynastie van Egypte
In 399 v.Chr. usurpeerde Nepherites I uit Mendes de troon, die tot dan toe was bezet door Amyrtaios (28e dynastie) uit Saïs. Hiermee werd de 29e dynastie gesticht. Nepherites I en zijn opvolgers Psammoethis en Hakoris ondernamen diverse bouwprojecten in Egypte. Het lukte hen ook de Perzische aanval in 385-383 v.Chr. af te weren, waarbij zij grotendeels afhankelijk waren van Griekse huursoldaten. Echter, in 379 v.Chr. lukte het Nectanebo I, een generaal uit Sebennytos in de Nijldelta, om de troon te usurperen en stichtte hiermee de 30e dynastie van Egypte.

## Galerij

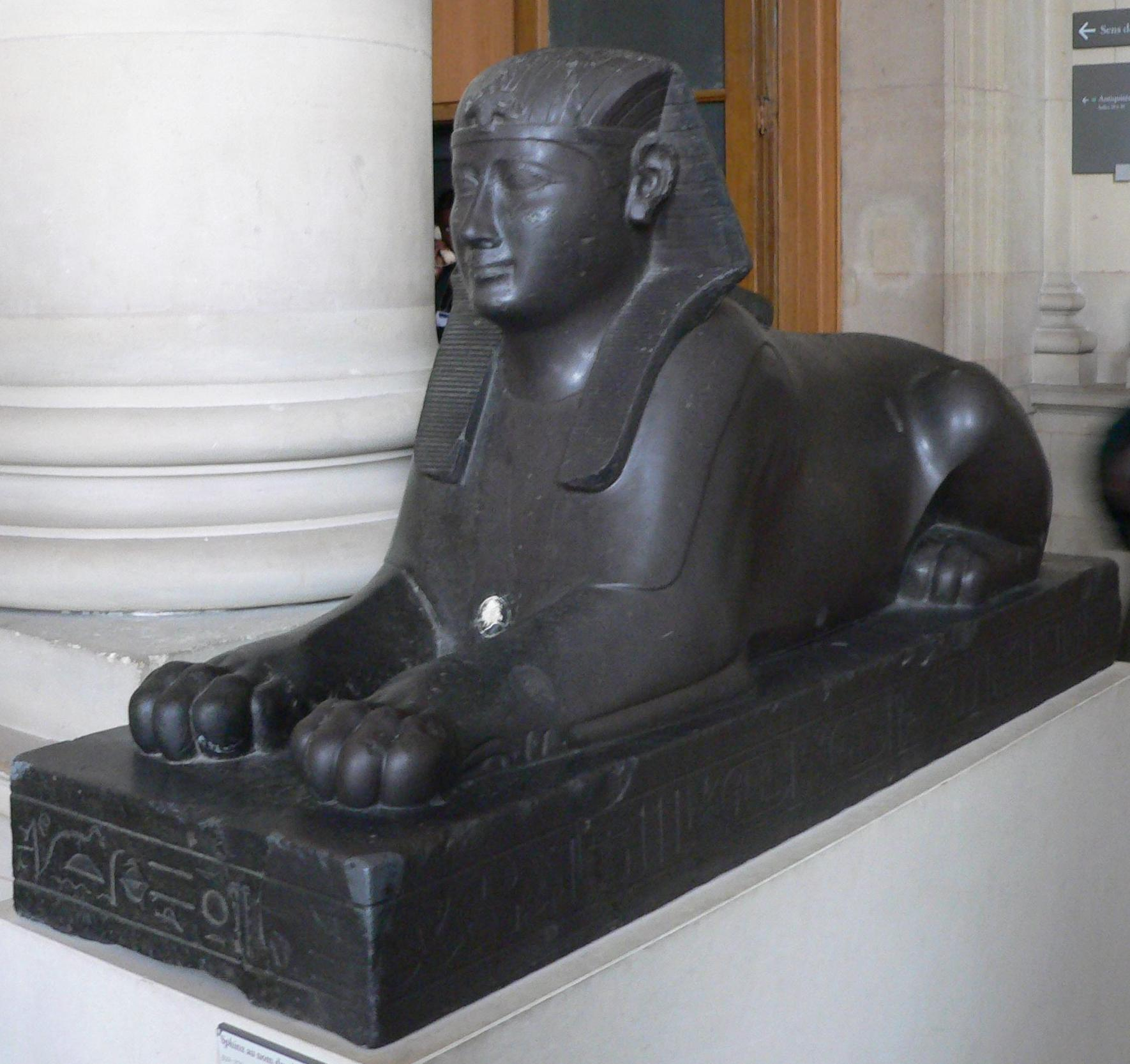
Sfinx met de naam van farao Achoris ingegraveerd